# Contarinia glycyrrhizae
Contarinia glycyrrhizae är en tvåvingeart som beskrevs av Fedotova 1983. Contarinia glycyrrhizae ingår i släktet Contarinia och familjen gallmyggor.
Artens utbredningsområde är Kazakstan. Inga underarter finns listade i Catalogue of Life.